# イヴァン1世
イヴァン1世ダニーロヴィチ（Иван I Данилович, ? - 1340年3月31日）は、モスクワ大公（在位：1325年 - 1340年）、ウラジーミル大公（在位：1328年 - 1340年）。モスクワ公ダニール・アレクサンドロヴィチ（? - 1303年）の子。イヴァン・カリター（Иван Калита, Ivan Kalita）とあだ名される。カリターとは「金袋(財布)」の意味で、彼が徴税権により大きな富を得ていたことに由来する。
最初の妃はアレクサンドル・グレボヴィチの娘ソロモニダ（エレナ）、2番目の妃はウリヤナ。息子にはセミョーン、イヴァン2世、アンドレイ (ru) がいる。

## 事跡
14世紀初頭、モスクワ公がイヴァン・カリタの兄ユーリー（1303年 - 1325年）であった時代、モスクワ公国とトヴェリ公国はウラジーミル大公位をめぐって競い合っていた。1324年にジョチ・ウルスにて、ウズベク・ハンの面前でこのユーリーがトヴェリ公ドミトリー・ミハイロヴィチによって殺害され、次の年にドミトリーもまたウズベク・ハンよって処刑された後、ウズベク・ハンはドミトリーの弟アレクサンドル・ミハイロヴィチにウラジーミル大公位を与えた。
1327年にウズベク・ハンは半ば廃れていたバスカク制度（ハン国の代官制度、またハン国に入る税の徴収制度）の復興を目指し、トヴェリに息子チョル（シェフカルとも呼ばれる）を派遣した。その圧政に耐えきれず、生神女就寝祭（8月15日）の日に、トヴェリ公国でタタールの圧制に対する民衆の暴動が起き、チョルは民衆によって殺害されてしまう。このとき、モスクワ公であったイヴァン・カリタはウズベクの許可を得て5万人のタタール軍とともにトヴェリ公国へ進撃し、トヴェリを破壊。大公アレクサンドルはプスコフに逃亡した。その功績を認められ、イヴァンは1328年にウズベク・ハンから大公位を与えられた。
1337年、逃亡したトヴェリ大公アレクサンドルはリトアニア大公国の支援を受け、息子フョードルとともに、イヴァン・カリタに対する反撃に出る。しかし、彼は最終的にはウズベク・ハンのもとに出頭し、一時的には放免されるものの、イヴァン1世の讒言を受けてウズベクはアレクサンドルを再度ハン国に召喚し、そこで1338年に息子フョードルと共に処刑された。
イヴァン・カリタはジョチ・ウルスに忠誠を誓い、ジョチ・ウルスの徴税人となってモスクワを裕福にした。彼が「カリター」とあだ名されるのはこの事実による。その財産を使って周辺の諸公国内部に所領を増やし、その結果、それらの公国は実質的にモスクワの支配下に入った（ベロオーゼロ公国、ガーリチ公国、ウグリチ公国、コストロマー公国）。また、ハンの同意を得て、息子セミョーンに大公位を相続させて以来、モスクワは北東ルーシ地方の諸公国のなかで領袖的地位を得た。
正教会との関係も重要な意味を持った。キエフと全ルーシの府主教ピョートルは対トヴェリ闘争においてモスクワを支持し、当時の府主教座がウラジーミルにあったにも拘わらず、継続的にモスクワに滞在した。次の府主教フェオグノストは1328年に公式に府主教座をウラジーミルからモスクワに移した。このようにしてモスクワは正教会と協力関係を強めていった。モスクワにおける府主教座の存在は、ルーシのなかでのモスクワの優位性を宗教的な面からも支持することになった。